# California Guitar Trio
California Guitar Trio (CGT) — группа из трёх гитаристов, основанная в 1991 году Полом Ричардсом из Солт-Лейк-Сити, штат Юта, Бертом Ламсом из Бельгии и Хайдо Мория из Токио.

## История
Б. Ламс и Х. Мория встретились в 1987 году на семинаре Guitar Craft, а чуть позже — в 1991 году — в Лос-Анджелесе они основали трио «California Guitar».
В настоящее время группа использует нестандартный строй гитары. Выступления группы содержат оригинальные композиции и каверы на рок-хиты и на классические произведения. Их стиль включает в себя традиции европейской классической музыки, рока, блюза и джаза.
California Guitar Trio выступали на Олимпийских играх 2000 года. Само выступление было показано на CBS, NBC, CNN Worldbeat и ESPN.
Трио «California Guitar» выступали на разогреве у King Crimson, чьи участники (басист Тони Левин и барабанщик Пэт Мастелотто) регулярно присоединялись к CGT для live-выступлений. Трио выступали на одной сцене со многими известными артистами, в том числе с Джоном Маклафлином, Дэвидом Сильвианом, Тито Пуэнте, Лефтовером Салмоном, Стивом Люкасером, Саймоном Филлипсом, Адрианом Леггом, Эдрианом Белью, Джоном Андерсоном и другими  .
Трио записало 14 альбомов: семь студийных альбомов с оригинальными композициями CGT и целый ряд других работ, охватывающих различные музыкальные жанры, четыре live-сборника и рождественский компакт-диск с соответствующей музыкой. Берт Ламс также выпустил сольный альбом с прелюдиями Баха —  «Nascent».
В августе 2004 года группа выпустила «Whitewater», который был продюсирован Тони Левиным. Вслед за этим в 2008 году был выпущен альбом  «Echoes» , полностью состоящий из каверов. 
В 2010 году был выпущен альбом  «Andromeda», первый релиз группы, состоящий полностью из оригинального материала. В 2012 году был выпущен  «Masterworks»  с произведениями Бетховена, Баха, Вивальди, Россини и Пярта при участии Фарида Хака и Тони Левина.

## Дискография
- The California Guitar Trio (1991, не включён в основную дискографию)
- Yamanashi Blues (1993)
- Invitation (1995)
- Pathways (1998)
- An Opening Act: Live on Tour with King Crimson (1999)
- Rocks the West (2000)
- Monday Night in San Francisco (2000)
- 10 Christmas Songs (2001)
- Live at the Key Club (2001)
- CG3+2 (2002)
- The First Decade (compilation) (2003)
- Whitewater (2004)
- Highlights (compilation) (2007)
- Echoes (2008)
- Andromeda (2010)
- Montreal Guitar Trio + California Guitar Trio Live (2011)
- Masterworks (2011)